# الأمن والسلامة النووية

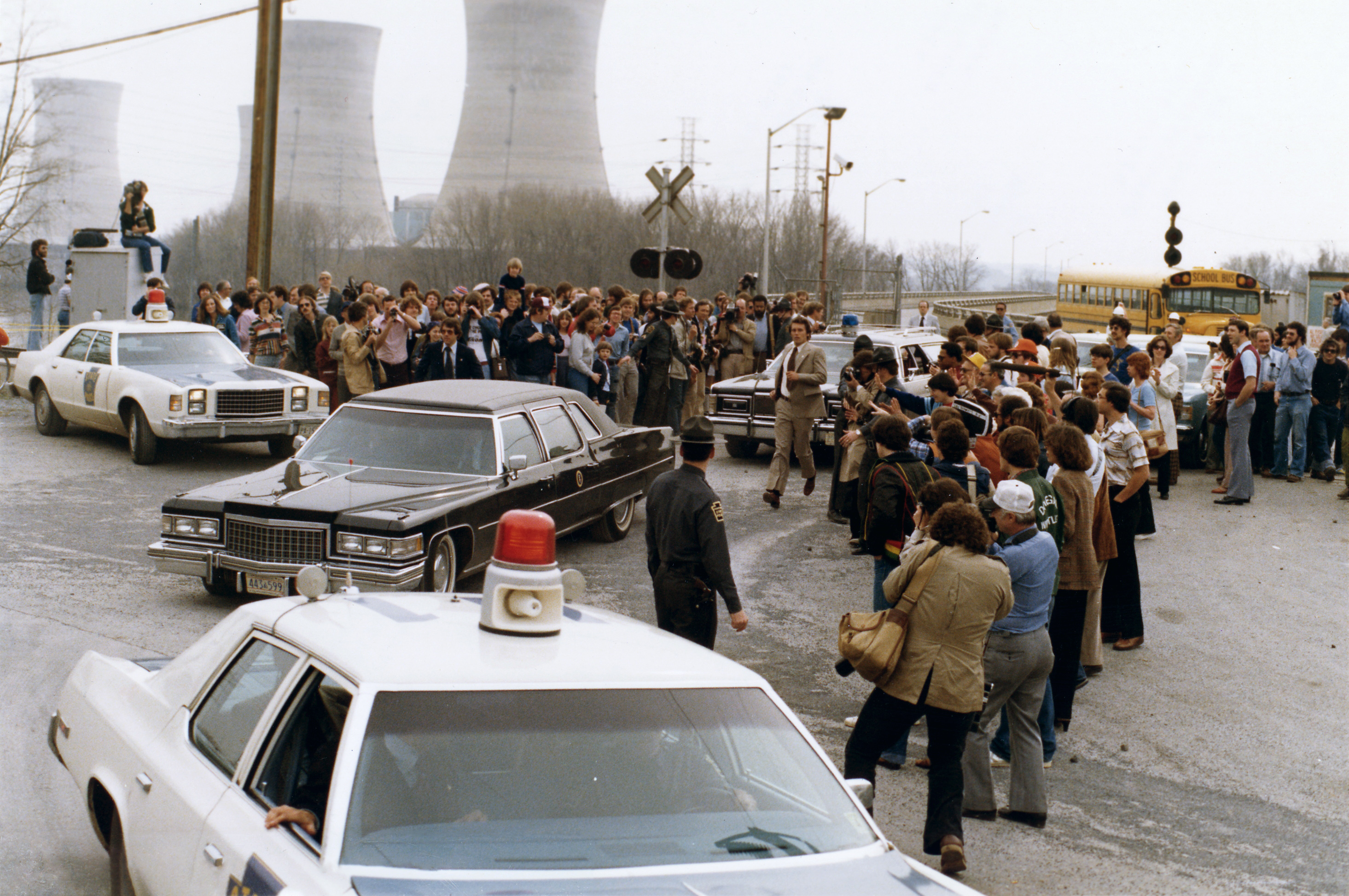
الرئيس جيمي كارتر يغادر جزيرة الثلاثة أميال في 1 أبريل 1979.

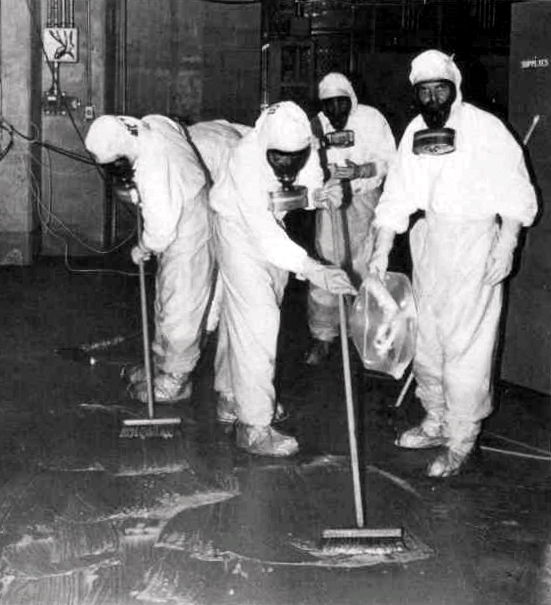
طاقم تنظيف يعمل على إزالة التلوث الإشعاعي بعد حادث جزيرة ثلاثة أميال

صورة المفاعل كارثة تشيرنوبيل

يُشكِّل الأمن والسلامة النووية أهمية كبيرة بعالمنا الحالي بعد انتشار الأسلحة النووية لما له من أخطار وكوارث على الحياة البشرية من هنا اهتمت الوكالة الدولية للطاقة الذرية بهذا المصطلح وتعرف كالتالي:
السلامة النووية (Nuclear safety) هي مصطلح يعني إتخاذ كل الإجراءات الممكنة لمنع وقوع الحوادث النووية والإشعاعية وتعرفها الوكالة الدولية للطاقة الذرية بأنها «تحقق ظروف تشغيل مناسبة ومنع الحوادث أو التخفيف من آثار الحوادث مما يؤدي إلى حماية العمال والسكان والبيئة من مخاطر الإشعاع الغير ضرورية».
الأمن النووي (Nuclear security) حيث تعرفه الوكالة الدولية للطاقة الذرية بأنه الوقاية من السرقة أو التخريب أو الدخول غير المصرح به أو النقل غير المشروع أو أي أعمال ضارة أخرى تنطوي على مواد نووية أو مواد مشعة أخرى أو مرافق مرتبطة بها.
ويشمل ذلك محطات الطاقة النووية وجميع المرافق النووية الأخرى ونقل المواد النووية واستخدام وتخزين المواد النووية للاستخدامات الطبية والطاقة والصناعة والعسكرية.
وقد تحسنت صناعة الطاقة النووية سلامة وأداء المفاعلات واقترحت تصاميم مفاعلات جديدة وأكثر أمانا. ومع ذلك لا يمكن ضمان سلامة مثالية. وتشمل المصادر المحتملة للمشاكل الأخطاء البشرية والأحداث الخارجية التي لها تأثير أكبر مما كان متوقعا: لم يتصور مصممو المفاعلات في الجدول الزمني للحوادث النووية في فوكوشيما في اليابان أن تسونامي من جراء زلزال سيعطل أنظمة النسخة الاحتياطية التي كان من المفترض أن تعمل على استقرار المفاعل بعد وقوع الزلزال.
وللمعلومية سلامة الأسلحة النووية فضلا عن سلامة البحوث العسكرية التي تنطوي على مواد نووية تعالجها عموما وكالات مختلفة عن تلك التي تشرف على السلامة المدنية لأسباب مختلفة بما في ذلك السرية. هناك مخاوف مستمرة بشأن الإرهاب النووي والحصول على المواد النووية لصنع القنبلة النووية.

## نظرة عامة على العمليات النووية وقضايا السلامة

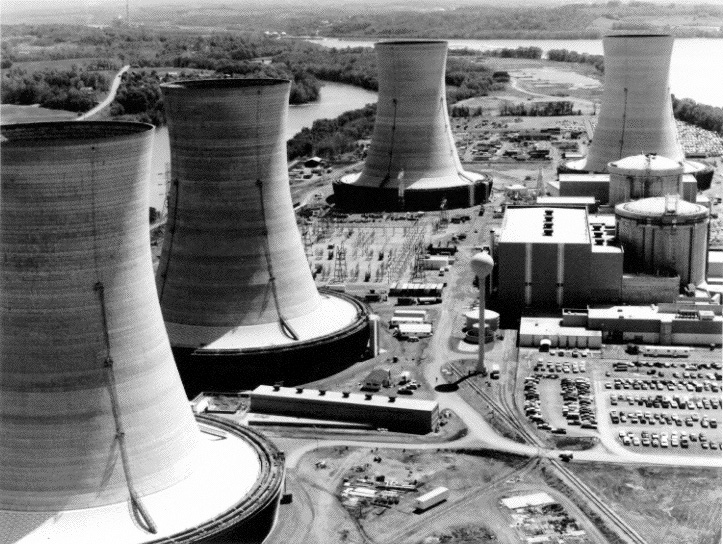
"ثري مايل آيلاند"، محطة لتوليد الطاقة النووية، تتألف من اثنين من مفاعلات الماء المضغوط المصنعة من قبل شركة بابكوك ويلكوكس متصلة بأبراج التبريد. أما المفاعل الذي يبدو في الخلف، فقد تعرض لأضرار كبيرة بسبب ارتفاع حرارة المفاعل، ولكن تم السيطرة عليها.

تحدث اعتبارات السلامة النووية في عدد من الحالات بما في ذلك:
- قوة الانشطار النووي المستخدمة في محطات الطاقة النووية والغواصات النووية والسفن.[15]
- سلاح الطاقة النووية.
- الوقود الانشطارى مثل اليورانيوم والبلوتونيوم واستخلاصها وتخزينها واستخدامها.
- المواد المشعة المستخدمة في المجال الطبي والتشخيص والبطاريات لبعض المشاريع الفضائية وأغراض البحث.[16]
- النفايات النووية بقايا النفايات المشعة للمواد النووية.[17]
- طاقة الانصهار النووي وهي تقنية قيد التطوير الطويل الأجل.[18]
- دخول غير مخطط للمواد النووية إلى المحيط الحيوي والسلسلة الغذائية والنباتات الحية والحيوانات والبشر إذا أخذ عن طريق التنفس أو البلع.[2][19]

وباستثناء سلاح حراري نووي وقائمة تجارب الانصهار وبحوث الاندماج التجريبية فإن جميع قضايا السلامة الخاصة بالطاقة النووية تنبع من الحاجة إلى الحد من الامتصاص البيولوجي للجرعة الملتزمة أو استنشاق المواد المشعة (الإشعاع) بسبب التلوث الإشعاعي ولذلك فإن السلامة النووية تغطي الحد الأدنى:
- استخراج ونقل وتخزين ومعالجة والتخلص من المواد الانشطارية.[3]
- سلامة مولدات الطاقة النووية.[21]
- التحكم في الأسلحة النووية وإدارتها بصورة آمنة والمواد النووية القادرة على استخدامها كسلاح وغير ذلك من المواد المشعة.[22]
- التعامل الآمن والمساءلة واستخدامها في المجالات الصناعية والطبية والبحثية.[23]
- التخلص من النفايات النووية.[24]
- القيود المفروضة على التعرض الإشعاعي.[25]

## الوكالات المسؤولة

### الدولية

أنشئت الوكالة الدولية للطاقة الذرية في عام 1957 لتشجيع التنمية السلمية للتقنية النووية مع توفير ضمانات دولية ضد الانتشار النووي.

وعلى الصعيد الدولي تعمل الوكالة الدولية للطاقة الذرية مع الدول الأعضاء فيها وشركاء متعددين في جميع أنحاء العالم من أجل تعزيز التقنية النووية الآمنة والسلمية. وذكر بعض العلماء بعد الحوادث النووية اليابانية عام 2011 كشفت أن الصناعة النووية تفتقر إلى الرقابة الكافية مما يؤدي إلى تجديد النداءات لإعادة تحديد إشراف الوكالة حتى تتمكن من تحسين حماية محطات الطاقة النووية في جميع أنحاء العالم.
واعتمدت اتفاقية الوكالة الدولية للطاقة الذرية بشأن الأمان النووي في فيينا في 17 يونيو 1994 ودخلت حيز النفاذ في 24 أكتوبر 1996. وتتمثل أهداف الاتفاقية في تحقيق مستوى عال من الأمان النووي والحفاظ عليه في جميع أنحاء العالم من أجل إنشاء وصيانة دفاعات فعالة في المنشآت النووية ضد المخاطر الإشعاعية المحتملة ومنع وقوع حوادث لها عواقب إشعاعية.
وقد وضعت الاتفاقية في أعقاب حوادث جزيرة مايل آيلاند وتشرنوبيل في سلسلة من الاجتماعات على مستوى الخبراء في الفترة من عام 1992 إلى عام 1994 وكانت نتيجة عمل كبير قامت به الدول ووكالة الطاقة الذرية تعمل كضامن للاتفاقية.
وتستند التزامات الأطراف المتعاقدة إلى حد كبير إلى تطبيق مبادئ السلامة للمنشآت النووية الواردة في وثيقة الوكالة الدولية للطاقة الذرية «سلامة المنشآت النووية» (سلسلة سلامة الوكالة رقم 110 المنشورة عام 1993). وتشمل هذه الالتزامات الإطار التشريعي والتنظيمي والهيئة التنظيمية والالتزامات المتعلقة بالسلامة التقنية المتصلة على سبيل المثال بتحديد المواقع والتصميم والتشييد والتشغيل وتوافر الموارد المالية والبشرية الكافية وتقييم السلامة والتحقق منها وضمان الجودة والتأهب للطوارئ.
تم تعديل الاتفاقية في عام 2015 بموجب إعلان فيينا بشأن الأمان النووي وقد أدى ذلك إلى المبادئ التالية:
- تصميم محطات جديدة للطاقة النووية وتشييدها بما يتفق مع الهدف المتمثل في منع وقوع الحوادث في التكليف والتشغيل وفي حالة وقوع حادث والتخفيف من احتمال إطلاق مواد مشعة التي قد تسبب تلوثا بعيد المدى وتجنب النشرات المشعة بما يكفي لتتطلب تدابير وإجراءات وقائية طويلة الأجل.[34]
- إجراء تقييمات شاملة ومنهجية للسلامة بصورة دورية ومنتظمة للمنشآت القائمة طوال حياتها من أجل تحديد التحسينات في مجال السلامة الموجهة نحو تحقيق الهدف المذكور أعلاه.[35][36] وينبغي تنفيذ تحسينات السلامة المعقولة عمليا أو القابلة للتحقيق في الوقت المناسب.[24]
- أن تراعي المتطلبات واللوائح الوطنية لمعالجة هذا الهدف طوال عمر محطات الطاقة النووية معايير السلامة ذات الصلة الصادرة عن الوكالة الدولية للطاقة الذرية وحسب الاقتضاء والممارسات المحددة في جملة أمور من ضمنها استعراض تقارير الأرصاد الجوية.[37][38]

### المحلية
العديد من الدول التي تستخدم الطاقة النووية لديها مؤسسات متخصصة تشرف على السلامة النووية وتنظمها. وينظم السلامة النووية في الولايات المتحدة اللجنة التنظيمية النووية. ومع ذلك يشكو منتقدو الصناعة النووية من أن الهيئات التنظيمية مترابطة جدا مع الصناعات نفسها لتكون فعالة. وهناك العديد من الوكالات تعمل من أجل السلامة النووية على سبيل المثال:
- لجنة السلامة النووية الكندية.[28]
- معهد الحماية الإشعاعية في أيرلندا.[42]
- الوكالة الاتحادية للطاقة الذرية في روسيا.[43]
- الهيئة التنظيمية النووية الباكستانية.[44]
- مجلس تنظيم الطاقة الذرية الهند.[45]

## الإتفاقيات الدولية للأمن والسلامة النووية
الإتفاقيات الدولية للأمن والسلامة النووية هي معاهدة تابعة لوكالة الدولية للطاقة الذرية لعام 1994 والتي تحكم قواعد السلامة في محطات الطاقة النووية في الدول الأطراف في الاتفاقية.
تخلق الاتفاقية التزامات على الدول الأطراف لتنفيذ قواعد ومعايير سلامة معينة في جميع المرافق المدنية المتعلقة بالطاقة النووية. تشمل هذه القضايا اختيار الموقع والتصميم والبناء والتشغيل والسلامة والاستعداد للطوارئ.
اعتمدت الاتفاقية في فيينا بالنمسا في مؤتمر دبلوماسي للوكالة في 17 يونيو 1994. افتتح باب التوقيع عليها في 20 سبتمبر 1994 ووقعت في نهاية المطاف من قبل 55 دولة. دخلت حيز التنفيذ في 24 أكتوبر 1996 بعد ان تم التصديق عليها من قبل 22 دولة. اعتبارا من فبراير 2014 فإن هناك 77 دولة عضو في الاتفاقية بالإضافة إلى الجماعة الأوروبية للطاقة الذرية. الدول التي وقعت على المعاهدة ولكن لم تدخل المعاهدة حيز التنفيذ تشمل السعودية والجزائر وكوبا ومصر وغانا وأيسلندا وإسرائيل والأردن وكازاخستان وموناكو والمغرب ونيكاراغوا ونيجيريا والفلبين والسودان وسوريا وتونس وأوروغواي.

## أمن وسلامة محطة الطاقة النووية

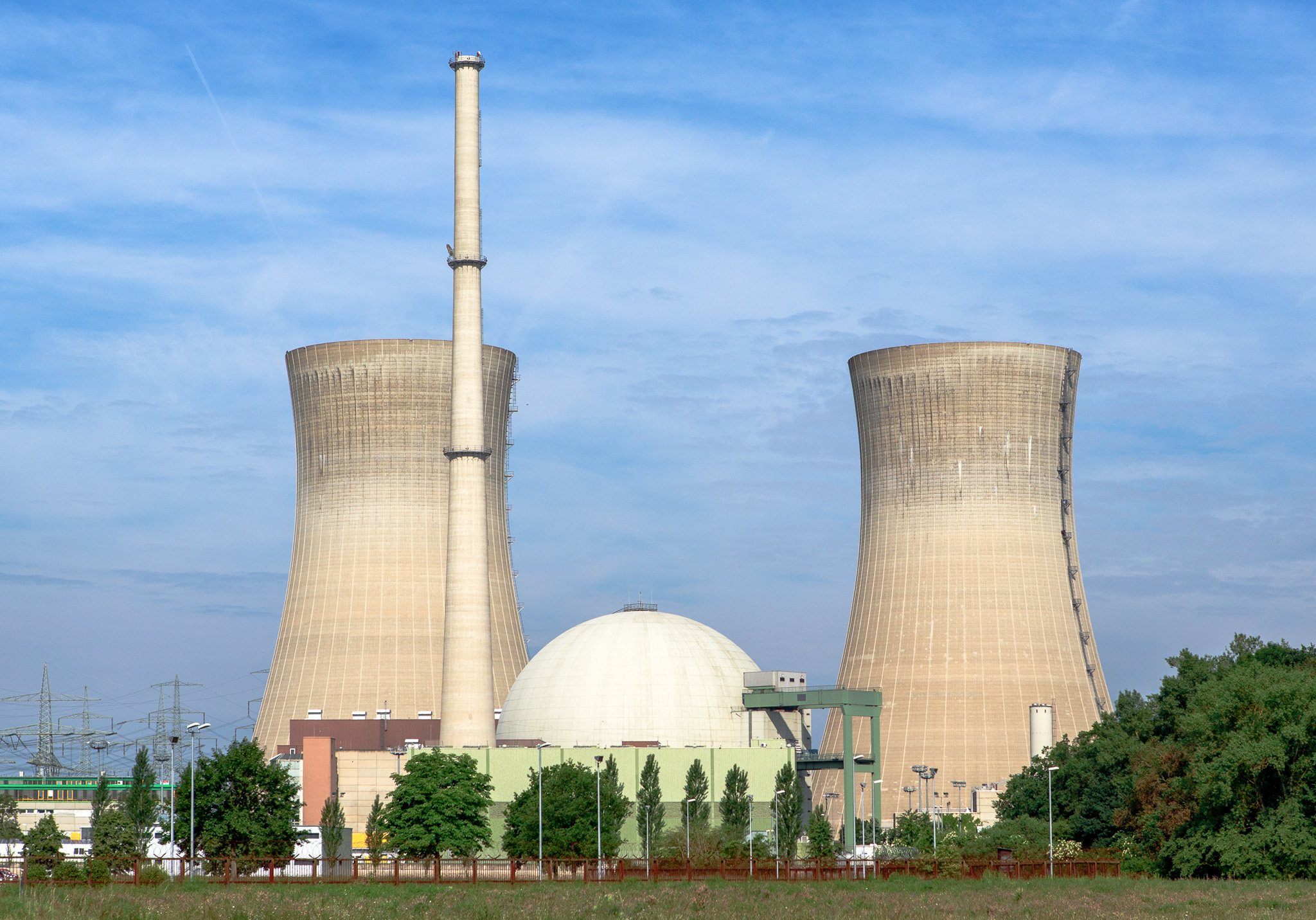
محطة الطاقة النووية غرافنرهينفلد في ألمانيا. يتضمن مفاعل نووي داخل مبنى الاحتواء الكروي في الوسط. البرجين في يسار ويمين المبنى الكروي عبارة عن ابراج التبريد المشتركة والمستخدمة في جميع محطات الطاقة الحرارية وبالمثل ينبعث بخار الماء من التوربينات البخارية غير المشعة.

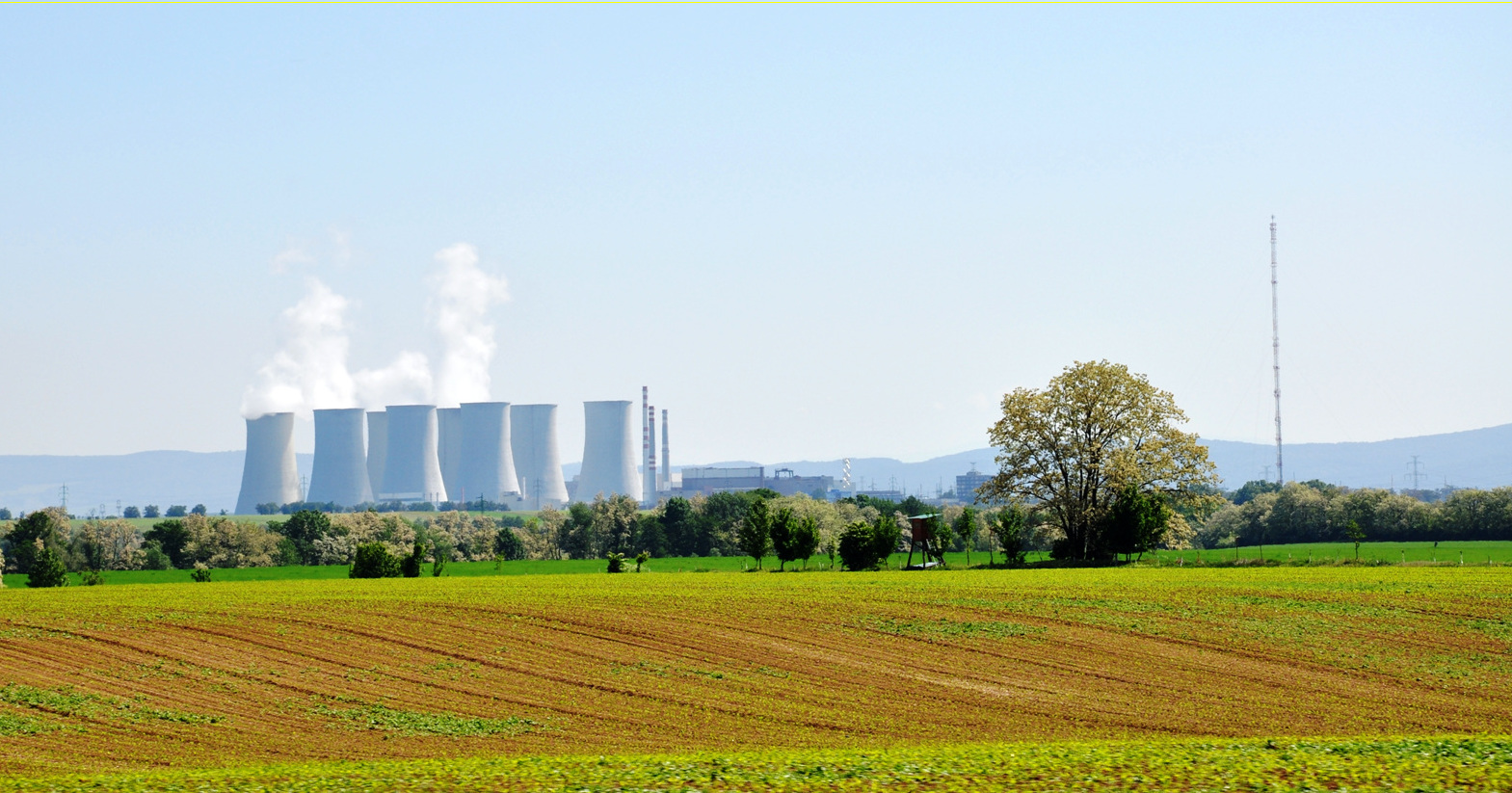
محطة طاقة نووية في بوهونيس في سلوفاكيا وانبعاث بخار الماء من التوربينات البخارية

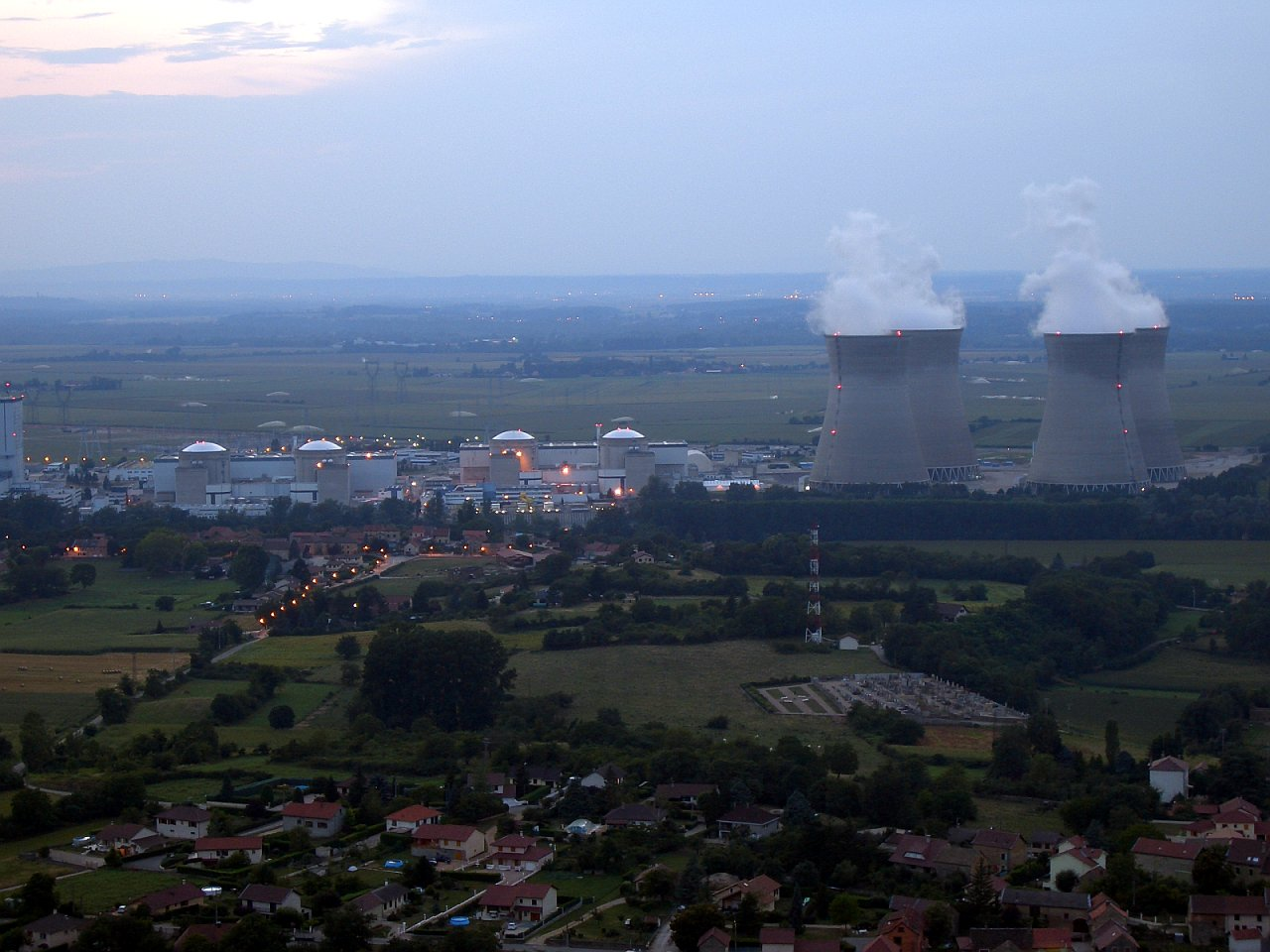
محطة طاقة نووية (محطة بوجيي) وانبعاث بخار الماء من التوربينات البخارية

### التعقيد
محطات الطاقة النووية هي واحدة من أكثر أنظمة الطاقة تعقيدا ومعقدة من أي وقت مضى في التصميم ولا يمكن اعتبار أي نظام معقد بغض النظر عن مدى تصميمه وهندسته، دليلا على الفشل.
في عام 1979 وقع حادث جزيرة ثلاثة أميال حيث نتج عن تفاعل غير متوقع مع فشل متعدد في نظام معقد. كان «غير متوقع وغير مفهوم وغير قابل للتحكم ولا مفر منه».
وهناك مسألة أساسية تسهم في تعقيد نظام الطاقة النووية وهي عمرها الطويل للغاية. حيث يكون الإطار الزمني من بدء بناء محطة طاقة نووية والتخلص الآمن من النفايات المشعة من 100 إلى 150 سنة.

### أنماط فشل محطات الطاقة النووية
هناك مخاوف من أن مزيج من الخطأ البشري والميكانيكي في منشأة نووية يمكن أن يؤدي إلى ضرر كبير للناس والبيئة وتحتوي المفاعلات النووية العاملة على كميات كبيرة من منتجات الانشطار الإشعاعي التي يمكن أن تشكل خطرا إشعاعيا مباشرا إذا ما تم تفريقها وتلوث التربة والنباتات وتناولها البشر والحيوانات.
إن التعرض البشري بمستويات عالية بما فيه الكفاية يمكن أن يتسبب في المرض على المدى القصير والوفاة على المدى الطويل بسبب السرطان وغيره من الأمراض ومن المستحيل أن ينفجر مفاعل نووي مثل قنبلة نووية.
ويمكن أن تفشل المفاعلات النووية بطرق متنوعة. وإذا تسبب عدم استقرار المواد النووية في حدوث سلوك غير متوقع فقد يؤدي ذلك إلى نزول الطاقة وغير متحكم بها.
عادة يتم تصميم نظام التبريد في المفاعل ليكون قادرا على التعامل مع الحرارة الزائدة ومع ذلك إذا واجه المفاعل فقدان المبرد قد يؤدي إلى ارتفاع درجة الحرارة وهذا الحدث يسمى بالانهيار النووي.
بعد اغلاق المفاعل لبعض الوقت لا يزال يحتاج المفاعل الطاقة الخارجية لتشغيل أنظمة التبريد. عادة يتم توفير هذه الطاقة من قبل شبكة الكهرباء أو عن طريق مولدات الديزل في حالات الطوارئ. وقد يؤدي عدم توفير الطاقة لأنظمة التبريد إلى وقوع حوادث خطيرة.
وكضمان ضد الفشل الميكانيكي تم تصميم العديد من المحطات النووية لإغلاقها تلقائيا بعد يومين من التشغيل المستمر والغير مراقبه.

### ضعف المحطات النووية أثناء الحروب
تصبح المفاعلات النووية أهدافا مفضلة أثناء الحروب وقد تعرضت لهجمات كثيرة خلال العقود الثلاثة الماضية أثناء الغارات الجوية العسكرية على سبيل المثال:
- في سبتمبر 1980 قصفت إيران مجمع المحطة النووية (تحت الإنشاء) في العراق.[55]
- في يونيو 1981 دمرت غارة جوية إسرائيلية بالكامل على منشأة أوزيراك للأبحاث النووية في العراق عملية أوبرا[56]
- بين عامي 1984 و1987 قصف العراق محطة بوشهر النووية الإيرانية ست مرات.[57]
- في 8 يناير 1982 هاجمت قوات أومكونتو وي سيزوي الجناح المسلح لحزب المؤتمر الوطني الأفريقي محطة كويبيرغ للطاقة النووية في جنوب أفريقيا وكان لا يزال قيد الإنشاء.[58]
- في عام 1991 قصفت الولايات المتحدة ثلاثة مفاعلات نووية ومرفق لتخصيب اليورانيوم في العراق.[59]
- في عام 1991 أطلق العراق صواريخ سكود على محطة توليد الطاقة النووية في إسرائيل.
- في سبتمبر 2007 مفاعل في سوريا قيد الإنشاء وسميت العملية باسم عملية البستان.[60]

في الولايات المتحدة المفاعلات محاطة بصف مزدوج من الأسوار الطويلة التي يتم رصدها إلكترونيا. مع وجود قوات كبيرة من الأمن.
في كندا تمتلك جميع المفاعلات «قوة استجابة مسلحة في الموقع» تتضمن مركبات مدرعة خفيفة تقوم بدوريات يوميا.
بالإضافة إلى ذلك يشير بعض المؤيدون إلى دراسات كبيرة أجراها معهد أبحاث الطاقة الكهربائية الأمريكي الذي اختبر قوة تخزين المفاعل ومخزن الوقود ووجد أنه ينبغي أن يكون قادراً على تحمل هجوم إرهابي مماثل لهجمات 11 سبتمبر الإرهابية في الولايات المتحدة.
عادة ما يتم التخلص من الوقود المستهلك داخل «المنطقة المحمية» الخاصة بالمفاعل أو صندوق شحن الوقود النووي المستهلك لكي لا يتم سرقتها لاستخدامها في «القنبلة القذرة» ومن المؤكد أي شخص يتعرض للإشعاع المكثف سيكون عاجر أو يقتل عند الاقتراب.

### التهديد بالهجمات الإرهابية
تعتبر محطات الطاقة النووية أهدافا للهجمات الإرهابية. ولإنشاء محطات الطاقة النووية يجب إشعار الوكالة الدولية للطاقة الذرية من أجل تقديم النصائح. وتجري حاليا مناقشة المخاطر الناجمة عن عمل إرهابي في حادث تحطم طائرة كبيرة في محطة طاقة نووية. على سبيل المثال أكدت الحكومة الألمانية أنها أقدمت على هذه الخطوة بتطبيقها على إحدى محطات الطاقة النووية ضد تحطم طائرة.

### موقع المصنع

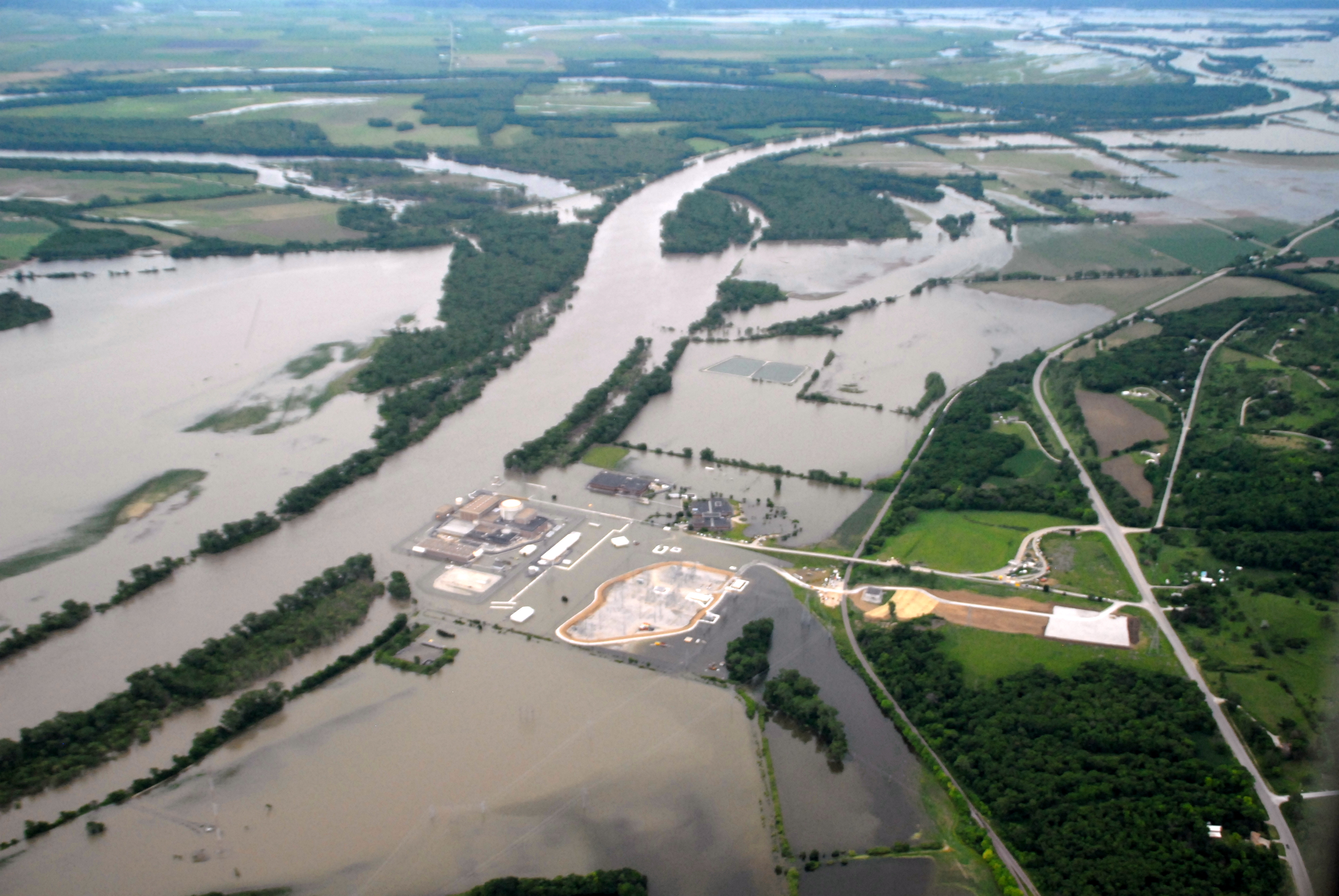
فيضانات محطة فورت كالهون النووية

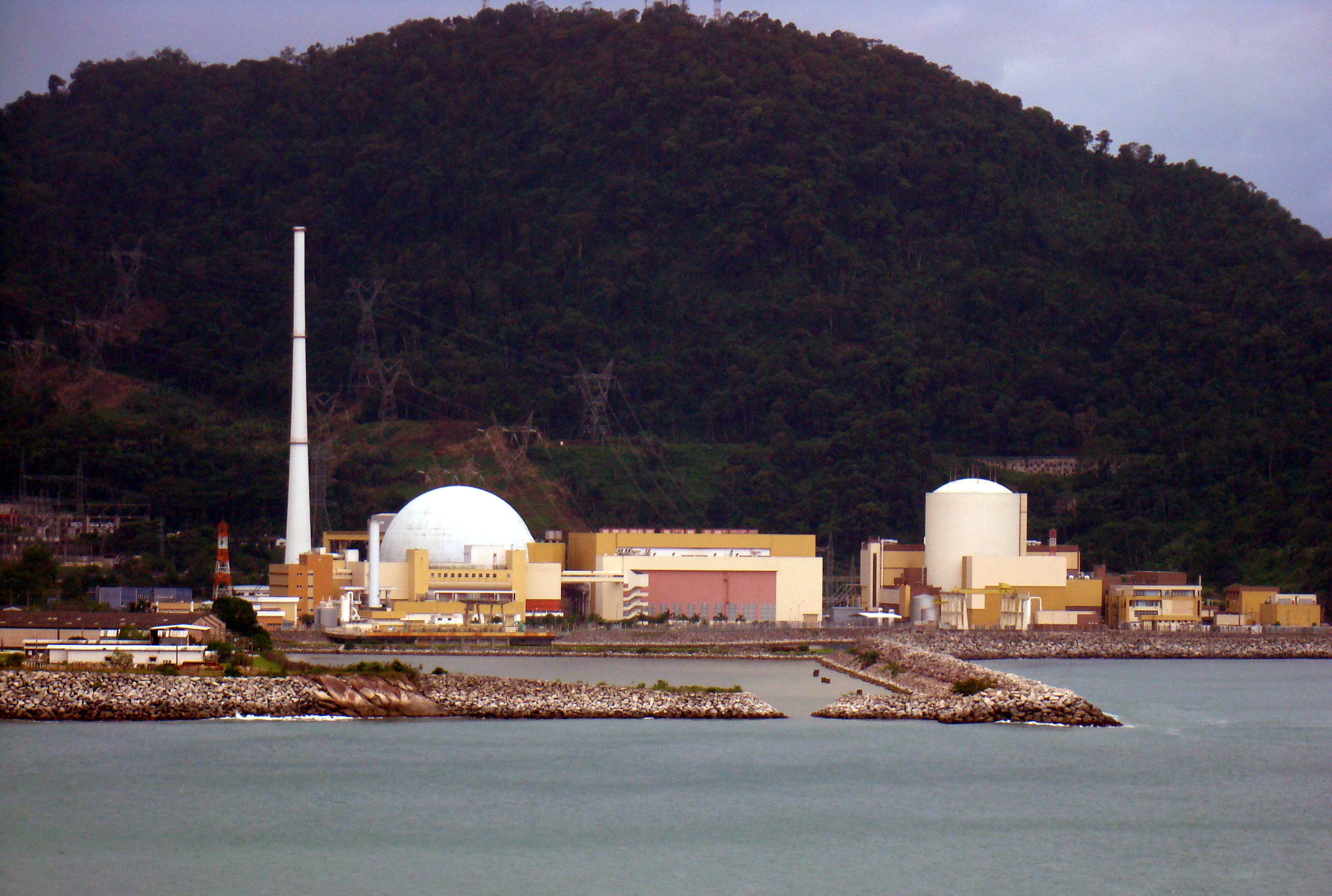
البرازيل - مفاعل الطاقة النووي

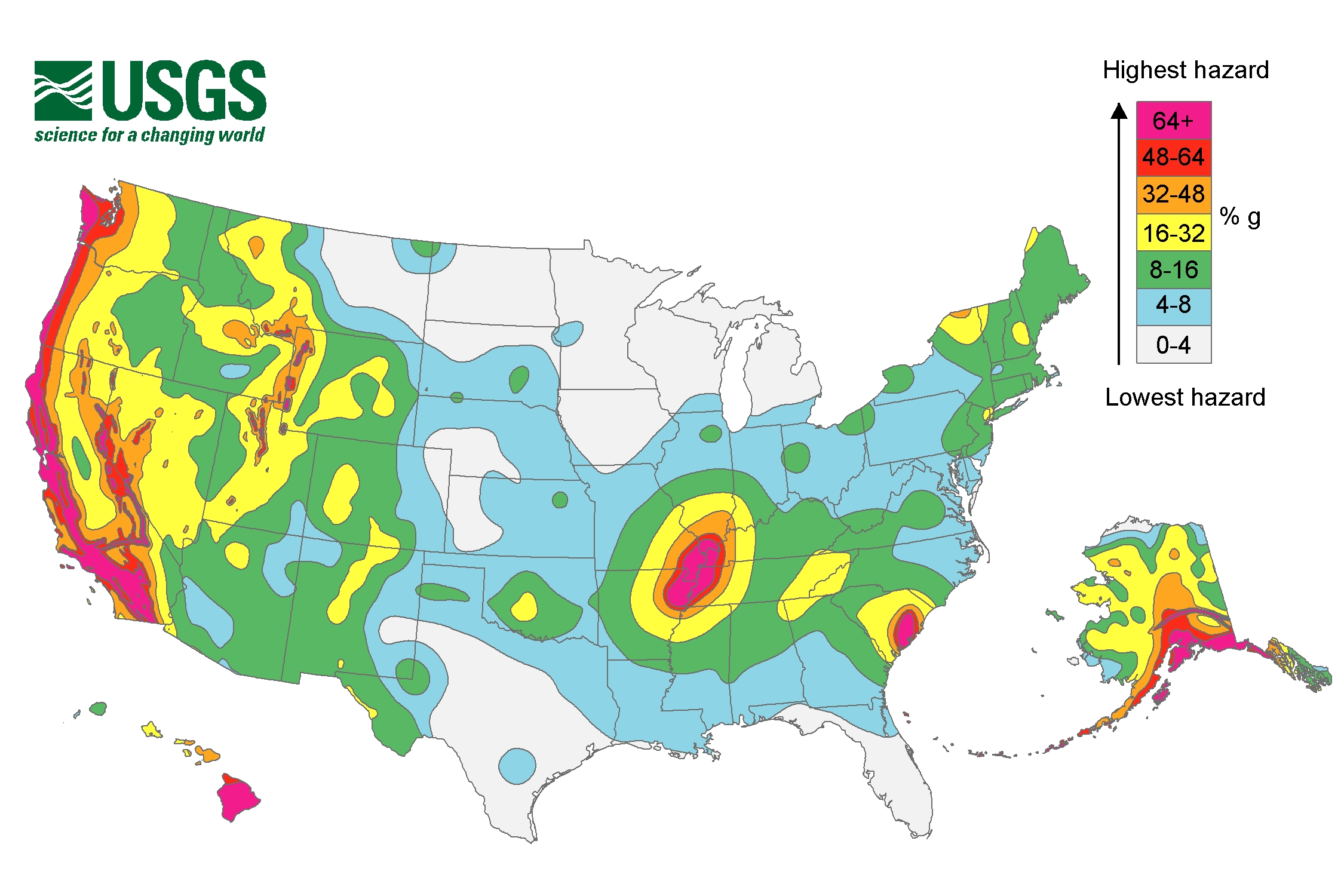
خريطة الزلازل

في كثير من البلدان غالبا ما تقع المفاعلات على الساحل من أجل توفير مصدر جاهز لمياه التبريد من أجل الأمان النووي. ونتیجة لذلك یتعین علی التصمیم أن یتعرض لخطر الفیضانات والتسونامي. يقول مجلس الطاقة العالمي ويك إن مخاطر الكوارث تتغير وتزيد من احتمال وقوع كوارث مثل الزلازل، الأعاصير، الفيضانات.
لذلك يتطلب الحذر عند تصميم المفاعلات الواقعة في المناطق النشطة الزلزالية وأيضا مخاطر الزلازل وأمواج التسونامي مثل اليابان والهند والصين والولايات المتحدة الأمريكية التي لديها مفاعلات في المناطق المعرضة للزلازل.

### مفاعلات متعددة
أظهرت كارثة فوكوشيما النووية مخاطر بناء وحدات مفاعل نووي متعددة قريبة من بعضها البعض. بسبب قرب المفاعلات.

### نظم الأمان النووي
الأهداف الرئيسية الثلاثة لأنظمة السلامة النووية على النحو المحدد من قبل اللجنة التنظيمية النووية هي:
1. إغلاق المفاعل.
2. الحفاظ عليه في حالة إيقاف التشغيل.
3. منع الإفراج عن المواد المشعة أثناء الحوادث.[52]

ويتم تحقيق هذه الأهداف باستخدام مجموعة متنوعة من المعدات التي هي جزء من أنظمة مختلفة والتي يؤدي كل منها وظائف محددة.

### الانبعاثات الروتينية للمواد المشعة
خلال العمليات الروتينية اليومية يتم إطلاق انبعاثات المواد المشعة من المحطات النووية إلى الخارج من المفاعلات على الرغم من أنها كميات طفيفة جدا. وقد ذكرت الهيئات والمؤسسات المختصة بالأحوال الجوية إن محطات الطاقة النووية تطلق أحيانا الغازات المشعة والسوائل في البيئة الخاضعة لرقابة ومراقبة الظروف لضمان ألا تشكل خطرا على الإنسان أو البيئة.
وطبقا للأمم المتحدة (لجنة الأمم المتحدة العلمية المعنية بآثار الإشعاع الذري) فإن عملية محطات الطاقة النووية العادية بما في ذلك دورة الوقود النووي تبلغ 0.0002 سنويًا في المتوسط. وللمعلومية فإن إرث كارثة تشيرنوبيل هو 0.002 مليون قدم مكعب.

### تصور الجمهور الياباني لسلامة الطاقة النووية
في مارس 2012 قال رئيس الوزراء يوشيهيكو نودا إن الحكومة اليابانية تتقاسم تحمل المسئولية على كارثة فوكوشيما حيث قال إن المسؤولين قد أعمي بصرهم بسبب صورة العصمة التكنولوجية في البلاد وكانوا «غارقين في أسطورة الأمان.»
واتهم بعض الكتّاب مثل الصحفي يويشي فوناباشي الياباني بأنهم «يهربون من مواجهة التهديد المحتمل لحالات الطوارئ النووية.» حسب قوله.
تم إنهاء برنامج وطني لتطوير الروبوتات لاستخدامها في حالات الطوارئ النووية على الرغم من أن اليابان تعتبر رائدة في مجال الروبوتات حيث لم يكن لديها أي شيء لإرساله إلى فوكوشيما أثناء الكارثة. حيث نصت إرشادات السلامة الخاصة بالمرافق النووية التي تعمل بالماء الخفيف على أنه «لا يمكن النظر في إمكانية فقدان الطاقة لفترة طويلة» ومع ذلك فإن هذا النوع من فقدان الطاقة لفترة طويلة قد تسبب في انهيار فوكوشيما.
في بلدان أخرى مثل المملكة المتحدة لم يزعموا أن المحطات النووية آمنة تماما.
كان من الممكن تجنب وقوع حوادث مثل كارثة فوكوشيما دايتشي النووية بتشريعات أكثر صرامة بشأن الطاقة النووية.
في عام 2002 اعترفت شركة تيبكو التي تدير مفاعل فوكوشيما بتزوير بعض التقارير في أكثر من 200 مناسبة بين عامي 1997 و 2002 ولم تواجه شركة تيبكو أي غرامات على ذلك.

## المقياس الدولي للحوادث النووية
هو مقياس تم وضعه في عام 1990 من قبل الوكالة الدولية للطاقة الذرية لتمكين التوصيل الفوري للمعلومات لأهمية السلامة العامة في حالة وقوع انفجار نووي.
المقياس وضع بشكل لوغاريتمي بشكل مماثل لمقياس درجة العزم الذي يستخدم لوصف القوة النسبية للزلازل حيث تمثل كل درحة لارتفاع المقياس ما يعادل عشر مرات شدة الدرجة الأدنى منه مع مراعاة أنه بالمقارنة مع الهزات الأرضية التي يمكن تقييمها كميا فإن مستوى خطورة الكوارث التي من صنع الإنسان مثل الحوادث النووية هي أكثر تعقيدا من حيث التقييم نظراً لصعوبة التقييم فقد وضع المقياس للاستجابة والإعلام الفوري عن حدوث حادث حتى تتخذ الجهات المسؤولة القرارات الفورية اللازمة لحماية الجمهور والمنشآت فور وقوع حادث جسيم.
«هناك 7 مستويات على مقياس أينيس بالإضافة إلى مستوى 0 لحوادث عديمة الخطر»

## مخاطر المواد النووية

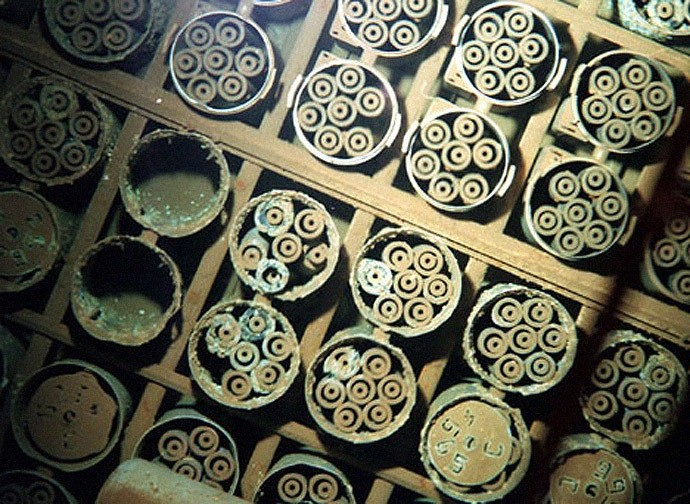
الوقود المخزنة تحت الماء وغير مقيدة موقع هانفورد

يوجد حاليا ما مجموعه 47.000 طن من النفايات النووية عالية المستوى المخزنة في الولايات المتحدة الأمريكية. النفايات النووية حوالي 94٪ اليورانيوم، 1.3٪ البلوتونيوم، 0.14٪ أخرى أكتينيدات، و5.2٪ منتجات الانشطار وحوالي 1.0٪ من هذه النفايات تتكون من نظائر طويلة العمر.
وهناك تحديات تقنية حيث أنه من الأفضل إقفال منتجات الانشطار التي طال أمدها ولكن لا ينبغي المبالغة في التحدي.
تدرس الحكومات في جميع أنحاء العالم مجموعة من خيارات إدارة النفايات والتخلص منها وعادة ما تنطوي على التنسيب الجيولوجي العميق على الرغم من التقدم المحدود نحو تنفيذ حلول إدارة النفايات على المدى الطويل.
ويمكن توضيح الفرق بين النفايات النووية قصيرة الأجل والنفايات منخفضة المستوى طويلة الأجل على عنصر اليود المشع (131I و 129I) في المثال التالي حيث يتحلل كلٍّ من الإصدار 131I و 129I في فترة تعادل نصف العمر. تتحلل 131I مع إطلاق 970 الف إلكترون فولت في حين تتعطل 129I مع إطلاق 194 الف إلكترون فولت من الطاقة. وبالتالي فإن 131 جرام من 131I ستطلق 45 جيجا جول على مدى ثمانية أيام تبدأ بمعدل أولي يبدأ بـ 600 بيكريل حيث يطلق 90 كيلووات مع آخر انحلال إشعاعي في غضون عامين في حين إن 129 جرام من 129I من شأنه أن يؤدي إلى إطلاق 9 جيجا جول على مدى 15.7 مليون سنة بدءا بمعدل أولي يبدأ بـ 850 بيكريل مع نشاط إشعاعي بنسبة أقل من 1 ٪ في 100,000 سنة.
كما يقلل طن واحد من النفايات النووية من انبعاث غاز ثاني أكسيد الكربون بمقدار 25 مليون طن.
قد تكون النويدات المشعة مثل 131I أو 129I مشعة للغاية أو طويلة جدًا ولكنها لا يمكن أن يكون لهما نفس المول حيث مول واحد من 129I يخضع لنفس العدد من الاضمحلال (3x1023) في 15.7 مليون سنة على العكس من 131I حيث يكون مول واحد من 131I في 8 أيام وبالتالي فإن 131I مشع للغاية ولكنه يختفي بسرعة كبيرة في حين أن 129I يطلق مستوى منخفض جدا من الإشعاع ولكن لفترة طويلة جدا.
هناك منتجان انشطاران طويلان هما الـ تكنيشيوم-99 (عمر النصف 220,000 سنة) واليود-129 (عمر النصف 15.7 مليون سنة) وهما مصدر قلق كبير بسبب وجود فرصة أكبر للدخول إلى المحيط الحيوي. العناصر المستنفدة من اليورانيوم في الوقود المستنفد هي نبتونيوم-237 (نصف العمر مليوني سنة) والبلوتونيوم 239 (عمر النصف 24000 سنة) ولكن ستبقى في البيئة لفترات طويلة.
قد يكون الحل لكلا الأكتينيدات والحاجة إلى طاقة منخفضة الكربون هو المفاعل السريع حيث يشكل واحد طن من النفايات النووية بعد حرق كامل في مفاعل سريع بمنع 500 مليون طن من ثاني أكسيد الكربون من دخول الغلاف الجوي.
إن تخزين النفايات عادة ما يتطلب العلاج متبوعا باستراتيجية طويلة الأجل تنطوي على تخزين دائم أو التخلص من النفايات أو تحويلها إلى شكل غير سام.
تدرس الحكومات في جميع أنحاء العالم مجموعة من الخيارات في إدارة النفايات والتخلص منها وعادة ما تنطوي على توظيف جيولوجي عميق على الرغم من التقدم المحدود في تنفيذ حلول إدارة النفايات على المدى الطويل حيث يرجع ذلك جزئياً إلى أن الأطر الزمنية المعنية عند التعامل مع النفايات المشعة تتراوح بين 10000 إلى ملايين السنين وفقا للدراسات التي تعتمد على تأثيرات جرعة الإشعاع المقدرة.
وبما أن جزء من ذرات النظائر المشعة المتحللة في وحدة زمنية يتناسب عكسيا مع نصف العمر فإن النشاط الإشعاعي النسبي لكمية من النفايات المشعة بسبب الصناعات النووية والمدفونة سيتضائل مع مرور الوقت مقارنة بالنظائر المشعة الطبيعية (مثل سلسلة الاضمحلال الإشعاعي والبالغة 120 تريليون طن من الثوريوم و 40 تريليون طن من اليورانيوم التي تكون في تركيزات ضئيلة نسبياً من أجزاء لكل مليون على كتلة القشرة على سبيل المثال 3 * 1019 طن خلال إطار زمني لآلاف السنين بعد أن تنهار النظائر المشعة القصيرة والأكثر نشاطًا سيؤدي دفن النفايات النووية الأمريكية إلى زيادة النشاط الإشعاعي بحيث تكون أعلى من 2000 قدم من الصخور والتربة في الولايات المتحدة (10 مليون كيلومتر مربع) وهي تساوي جزء واحد من 10 ملايين على الكمية التراكمية من النظائر المشعة الطبيعية في مثل هذا الحجم على الرغم من أن المناطق المجاورة للموقع سيكون لديها تركيز أعلى بكثير من النظائر المشعة تحت الأرض.

## ثقافة السلامة والأخطاء البشرية

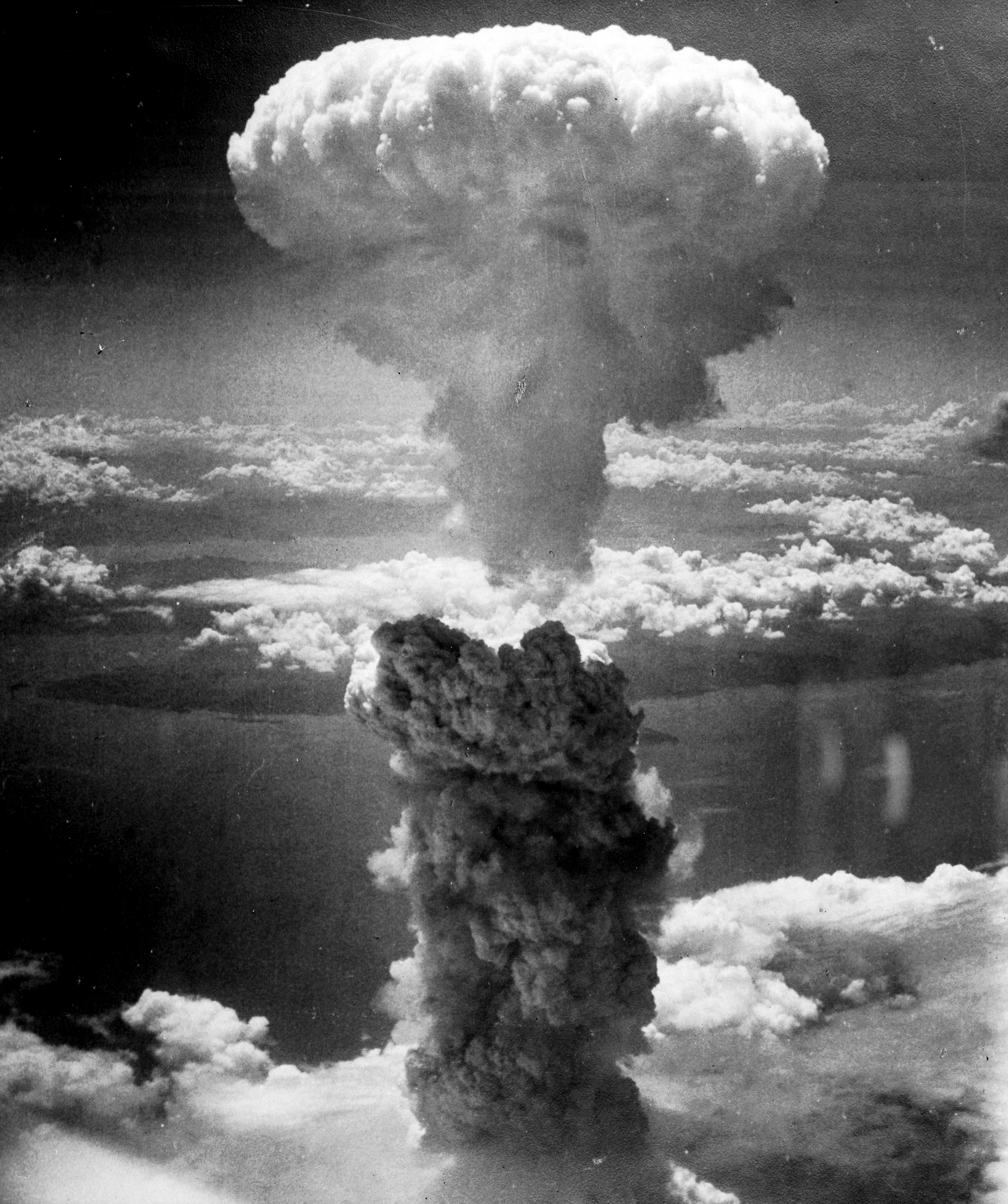
السحابة الناتجة من إسقاط قنبلة نووية على ناجازاكي في اليابان 1945 وكان ارتفاع السحابة 18 كم

من الأفكار السائدة نسبيا في المناقشات المتعلقة بالأمان النووي هي ثقافة السلامة ويستخدم الفريق الاستشاري الدولي للسلامة النووية مصطلح «التفاني الشخصي والمساءلة لجميع الأفراد المشاركين في أي نشاط له تأثير على السلامة من محطات الطاقة النووية».
وفي الوقت نفسه هناك بعض الأدلة على أن الممارسات التشغيلية ليس من السهل تغييرها. ولا یتبع المشغلون أبدًا التعلیمات والإجراءات المكتوبة بالضبط و«یبدو أن انتھاك القواعد عقلاني تماما بالنظر إلی عبء العمل الفعلي والقيود التوقیتیة التي یتعین علی المشغلین القیام بعملھم».
وقد خلص تقييم أجرته «المفوضية الأوروبية» في فرنسا إلى أن أي قدر من الابتكار التقني يمكن أن يقضي على مخاطر الأخطاء البشرية الناجمة عن تشغيل محطات الطاقة النووية.
وقد اعتبر نوعان من الأخطاء أخطر الأخطاء:
- الأخطاء المرتكبة أثناء العمليات الميدانية مثل الصيانة والاختبار.
- الأخطاء البشرية التي ارتكبت خلال الحوادث الصغيرة.

وذكر مايكل شنيدر تعتمد سلامة المفاعل قبل كل شيء على «ثقافة الأمن» بما في ذلك نوعية الصيانة والتدريب وكفاءة المشغل والقوى العاملة وصرامة الرقابة التنظيمية.
لذلك فإن المفاعل الأحدث تصميما أفضل ليس دائمًا أكثر أمانا والمفاعلات الأقدم ليست بالضرورة أكثر خطورة من المفاعلات الأحدث. وقع حادث جزيرة ثلاثة أميال عام 1979 في الولايات المتحدة في مفاعل بدأ تشغيله قبل ثلاثة أشهر فقط من الحادثة، ووقع كارثة تشيرنوبيل بعد عامين فقط من العمل.

## المخاطر
إن المخاطر الصحية الروتينية وانبعاث غازات الاحتباس الحراري من طاقة الانشطار النووي صغيرة مقارنة بتلك المرتبطة بالفحم ولكن هناك عدة «مخاطر كارثية» ويمكن أن تكون المفاعلات النووية أهدافا للإرهابيين الذين يقومون برحلات الطائرات المخطوفة.
يمكن أن تقع المفاعلات على مجرى نهر ويوجد به سدود الذي يمكن أن يتسبب بفيضانات هائلة إذا ما انفجرت. وتوجد بعض المفاعلات بالقرب من شواطئ وهو سيناريو خطير مثل ذلك الذي ظهر في كارثة جزيرة ثلاثة أميال وفوكوشيما وهو فشل كارثي للمبرد وارتفاع درجة حرارة وذوبان قضبان الوقود الإشعاعي وتسرب المواد المشعة.
وقد أجبر 172000 شخص يعيشون داخل دائرة نصف قطرها 30 كيلومترا من محطة فوكوشيما دايتشي للطاقة النووية أو نصحهم بإخلاء المنطقة. بشكل عام يظهر تحليل عام 2011 من قبل الطبيعة وجامعة كولومبيا بنيويورك أن حوالي 21 محطة نووية لديها أكبر من مليون نسمة داخل دائرة نصف قطرها 30 كم وستة محطات لها تعداد أكبر من 3 ملايين داخل هذا النطاق.
أحداث البجعة السوداء هي أحداث غير محتملة بشكل كبير ولها تداعيات كبيرة على الرغم من التخطيط ستظل الطاقة النووية عرضة لأحداث البجعة السوداء.
من الصعب التنبؤ بحدث نادر لا سيما حدث لم يحدث قط وهو مكلف للغاية للتخطيط مع الإحصائيات.
قائمة أحداث البجعة السوداء المحتملة:
- يمكن أن تكون المفاعلات النووية ومجمعات الوقود المستهلكة أهدافا للإرهابيين.
- يمكن أن تقع المفاعلات في اتجاه مجرى النهر من السدود التي قد تنفجر ويمكن أن يطلق عنها فيضانات هائلة.
- بعض المفاعلات بالقرب من الشواطئ وهو سيناريو خطير مثل ذلك الذي ظهر في جزيرة ثري مايل وفوكوشيما.

في عام 2006 قامت شركة جنرال إلكتريك بنشر إعادة حساب الأضرار الأساسية المقدرة سنويا لكل محطة تم تصميمها الخاصة بها.

## أحداث خارجه عن التصاميم الأساسية
كان حادث فوكوشيما الأول النووي بسبب «حدث خارج عن التصميم» فإن تسونامي والزلازل المرتبطة به كانت أقوى من التصميم الذي تم تصميمه والسبب في الحادث يرجع مباشرة إلى تسونامي وارتفاع منسوب المياه عن السور البحري. ومنذ ذلك الحادث مازال إمكانیة حدوث أحداث غیر متوقعة خارجة عن التصمیم مصدر قلق كبیر لمشغلي المفاعل.

## الشفافية والأخلاق
وفقا للصحفي ستيفاني كوك فإنه من الصعب معرفة ما يحدث داخل محطات الطاقة النووية لأن هذه الصناعة محاطة بالسرية. وتتحكم الشركات والحكومات في المعلومات التي تتاح للشعب. يقول كوك: «عندما تتاح المعلومات غالبا ما يتم صياغتها بلغة ونص غير مفهوم».
في عام 1986 لم يقم المسؤولون السوفياتيون عن الإبلاغ عن كارثة تشيرنوبيل لعدة أيام.
كما انتقد مشغلو مفاعل فوكوشيما (شركة طوكيو للطاقة الكهربائية) لعدم الكشف السريع عن معلومات انبعاث النشاط الإشعاعي من المفاعل.
تاريخيا اتخذ العديد من العلماء والمهندسين قرارات نيابة عن السكان. إلا أن العديد من المهندسين والعلماء النوويين الذين اتخذوا مثل هذه القرارات حتى لأسباب وجيهة تتعلق بتوفر الطاقة على المدى الطويل يعتبرون الآن أن القيام بذلك دون موافقة مستنيرة أمر خاطئ وأن سلامة الطاقة النووية والتقنية النووية ينبغي أن تستند أساسا إلى الأخلاق.

## الحوادث النووية والإشعاعية

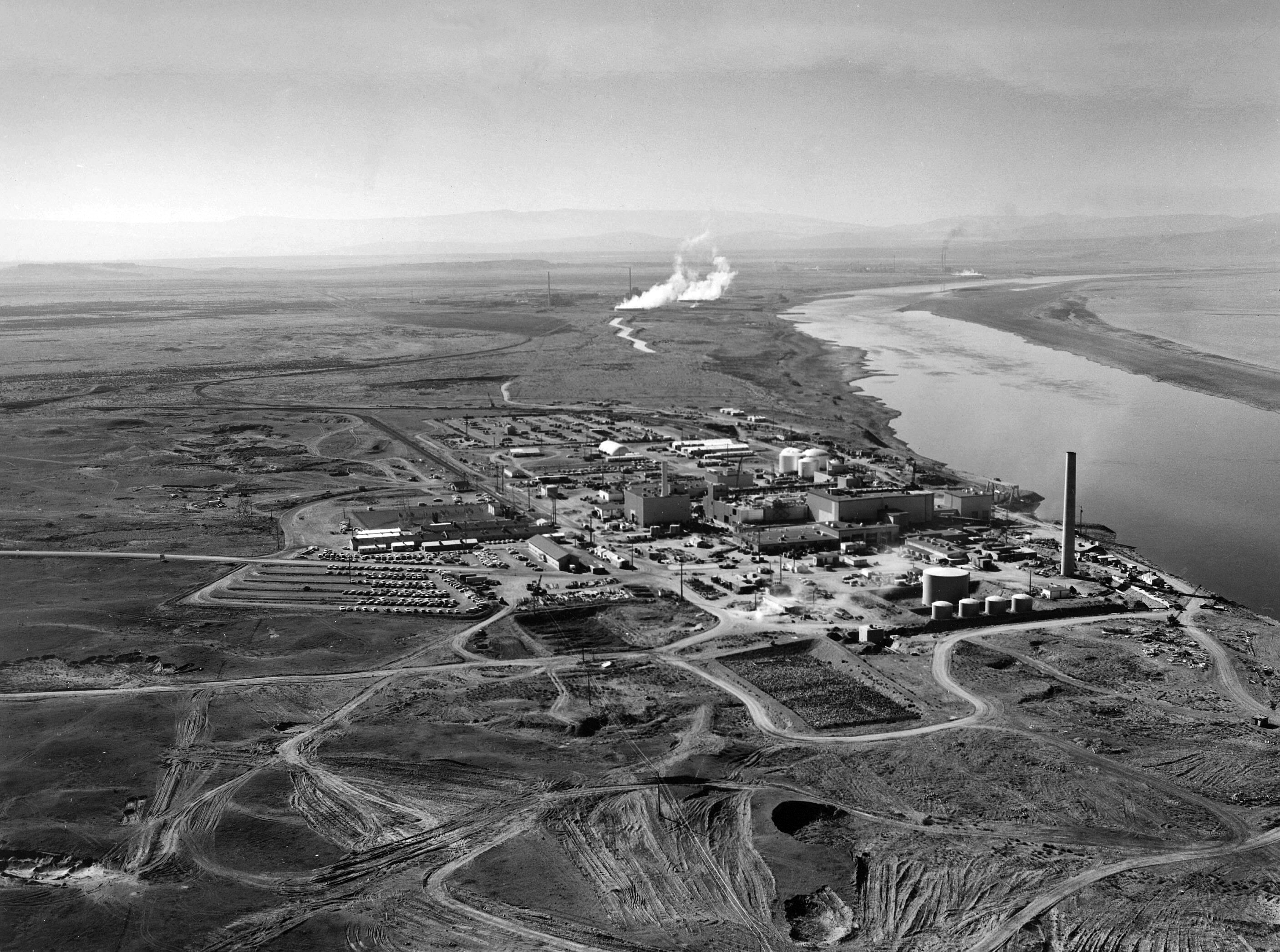
يمثل موقع هانفورد ثلثي النفايات المشعة عالية المستوى في أمريكا من حيث الحجم. وتفاعل المفاعلات النووية مع ضفة النهر في موقع هانفورد على طول نهر كولومبيا في يناير 1960.

إن الصناعة النووية لديها سجل أمان ممتاز والوفيات لكل ميغاوات ساعة هي أدنى جميع مصادر الطاقة الرئيسية.
لقد أظهرت العقود الستة الماضية أن التقنية النووية لا تتسامح مع الخطأ. وربما تكون الطاقة النووية المثال الرئيسي لما يسمى "التقنيات عالية المخاطر " لأنه "مهما كانت أجهزة السلامة التقليدية فعالة هناك نوع من الحوادث التي لا مفر منها وهذه الحوادث هي" طبيعية للنظام." باختصار لا يوجد هروب من فشل النظام وإمكانية وقوع حوادث كارثية وما يترتب عليها من تكاليف اقتصادية يجب أن تؤخذ في الاعتبار عند وضع السياسة والأنظمة النووية.

### حماية المسؤولية عن الحوادث
ذكر كريستين شريدر «إذا كانت المفاعلات آمنة فإن الصناعات النووية لن تطالب بالحماية المضمونة من قبل الحكومة والحوادث كشرط لتوليد الكهرباء».

### موقع هانفورد
موقع هانفورد هو عبارة عن مجمع إنتاج نووي في نهر واشنطن في ولاية واشنطن (الولايات المتحدة)، الذي تديره الحكومة الفيدرالية في الولايات المتحدة الأمريكية تم استخدام البلوتونيوم المصنوع في الموقع في أول قنبلة نووية خلال الحرب الباردة تم توسيع المشروع ليشمل تسعة مفاعلات نووية وخمسة مجمعات معالجة نووية كبيرة - مجمعات معالجة البلوتونيوم التي أنتجت البلوتونيوم لمعظم الأسلحة 60,000 في الأسلحة النووية والولايات المتحدة (الترسانة النووية).

### 1986 كارثة تشيرنوبيل

خريطة تبين التلوث السيزيوم 137 في روسيا البيضاء وروسيا وأوكرانيا اعتبارا من عام 1996.

كانت كارثة تشيرنوبيل حادث نووي وقع في 26 أبريل 1986 في محطة تشيرنوبيل للطاقة النووية في أوكرانيا. وأطلق انفجار وحريق كميات كبيرة من التلوث الإشعاعي في الغلاف الجوي الذي انتشر في معظم أنحاء الاتحاد السوفياتي الغربي وأوروبا. وهو يعتبر أسوأ حادث في محطة طاقة نووية في التاريخ وهو واحد من اثنين فقط مصنفة على المستوى 7 على الجدول الدولي للأحداث النووية (والآخر هو كارثة فوكوشيما (داييتشي النووية).
وأثار الحادث مخاوف بشأن سلامة صناعة الطاقة النووية مما أدى إلى إبطاء توسعها لعدد من السنوات.

### 2011 كارثة فوكوشيما

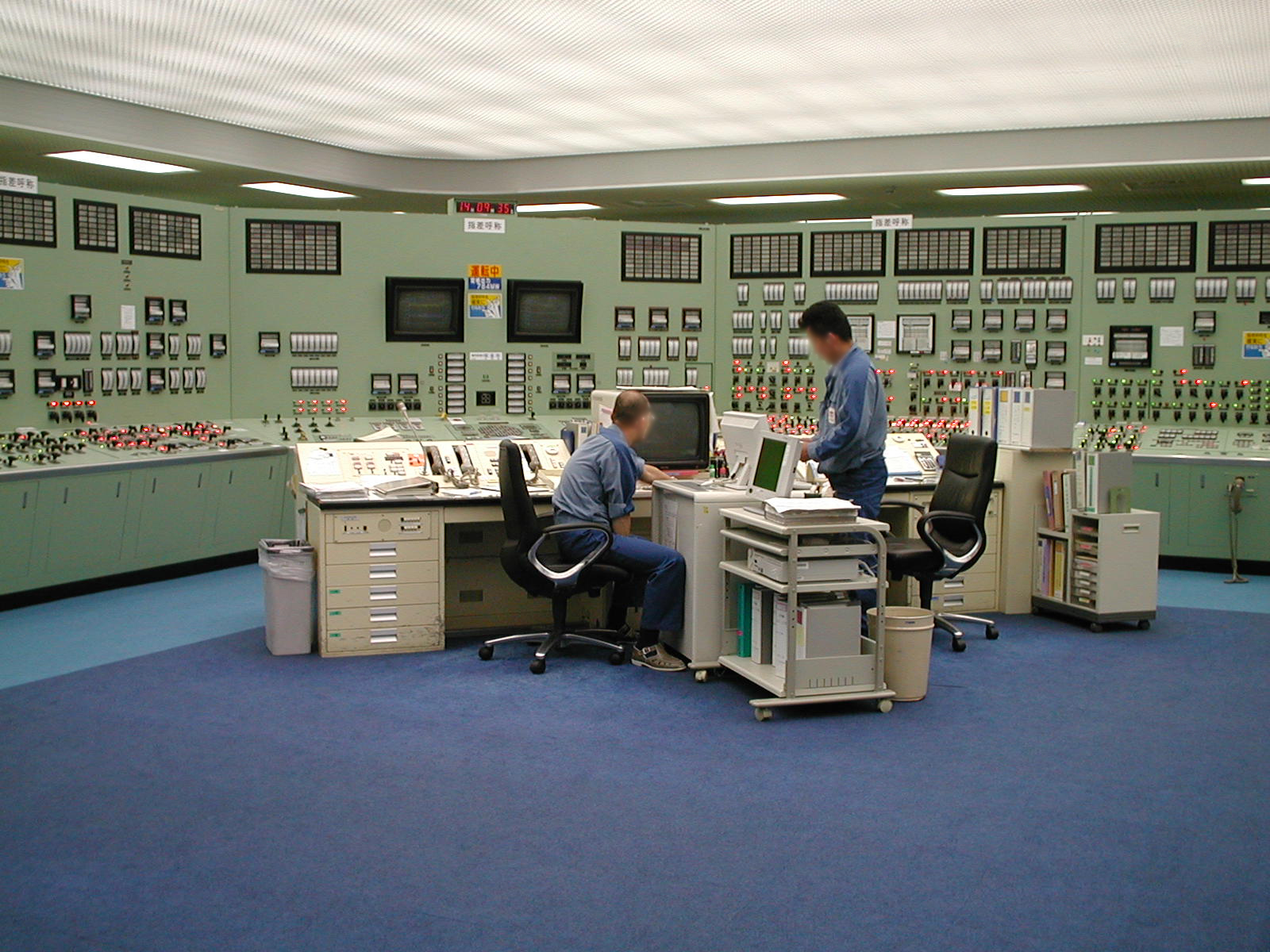
فوكوشيما غرفة تحكم المفاعل

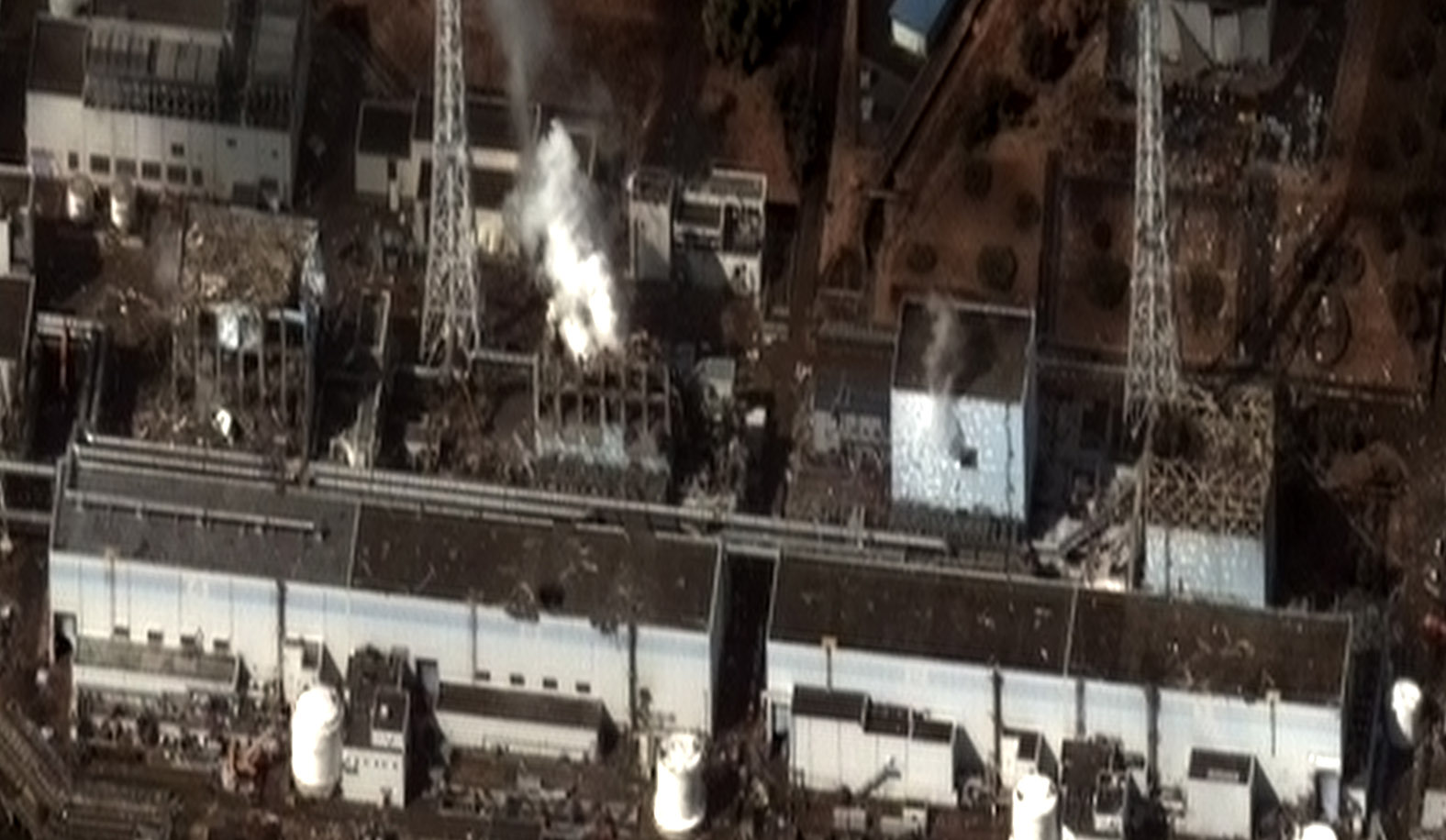
بعد كارثة فوكوشيما النووية

أغلقت السلطات اليابانية محطات الطاقة النووية ال 54 في البلاد. اعتبارا من عام 2013. حيثأنتجت كارثة فوكوشيما (دييتشي النووية) شديدة الإشعاع 160,000 لاجئ مازالوا يعيشون في مساكن مؤقتة، وبعض الأراضي ستكون غير صالحة لقرون.
وعلى الرغم من كل التأكيدات تكررت كارثة تشيرنوبيل عام 1986 مرة أخرى في عام 2011 في اليابان وهي واحدة من أكثر البلدان تقدما في العالم. وقال رئيس لجنة السلامة النووية هاروكي مدارام في تحقيق برلماني في فبراير 2012 إن قواعد السلامة الذرية اليابانية أقل شأنا من المعايير العالمية. وكانت هناك عيوب في قواعد السلامة التي تحكم شركات الطاقة النووية اليابانية، والتراخي بتنفيذها شمل ذلك عدم كفاية الحماية من موجات تسونامي.

### حوادث أخرى
1. تسرب صخرة اليورانيوم في الكنيسة.
2. حادث العلاج الإشعاعي في سرقسطة.
3. حادث العلاج الإشعاعي في كوستاريكا.
4. حادث توكيمورا النووي.[60]

## المخلفات الإشعاعية

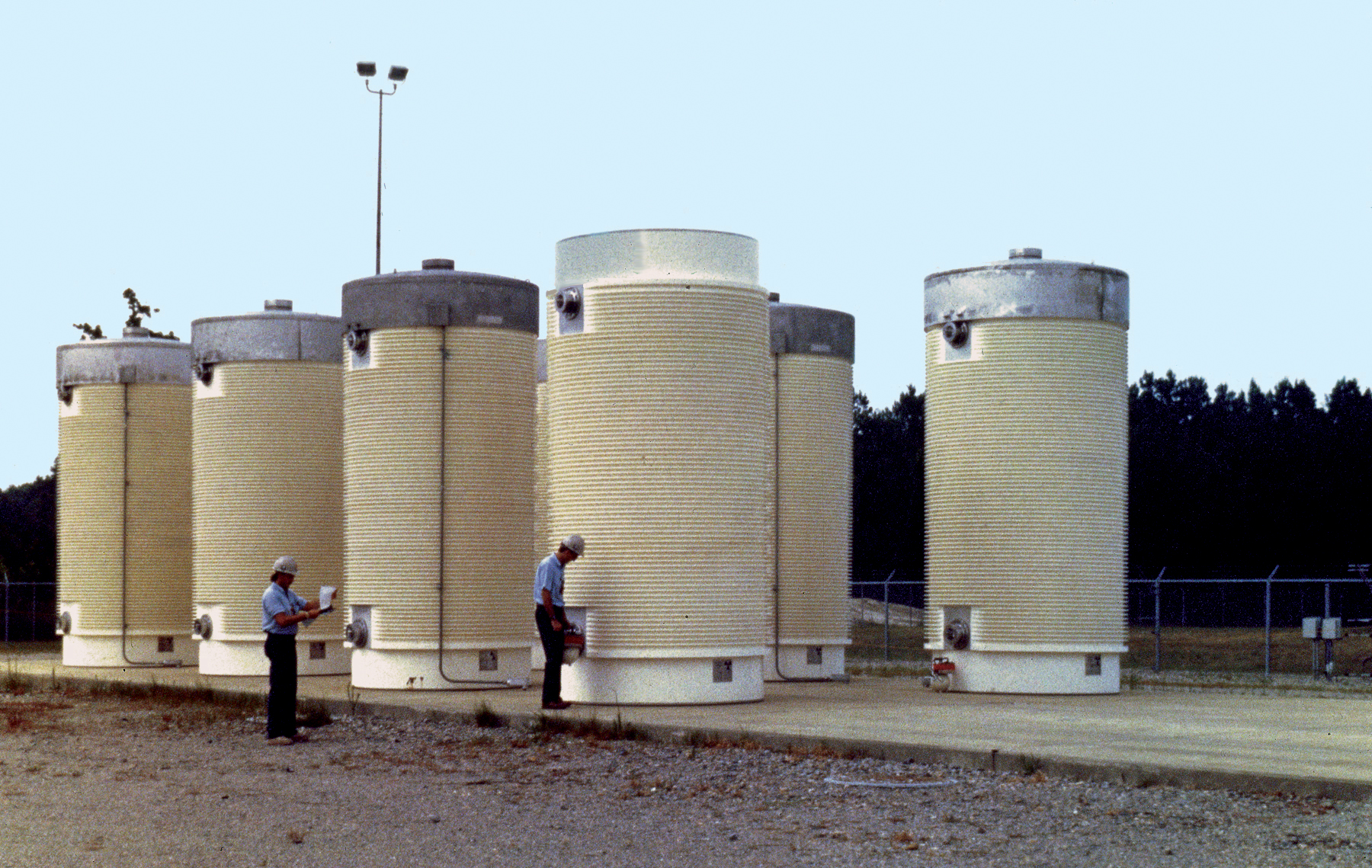
تخزين المخلفات الإشعاعية في الولايات المتحدة

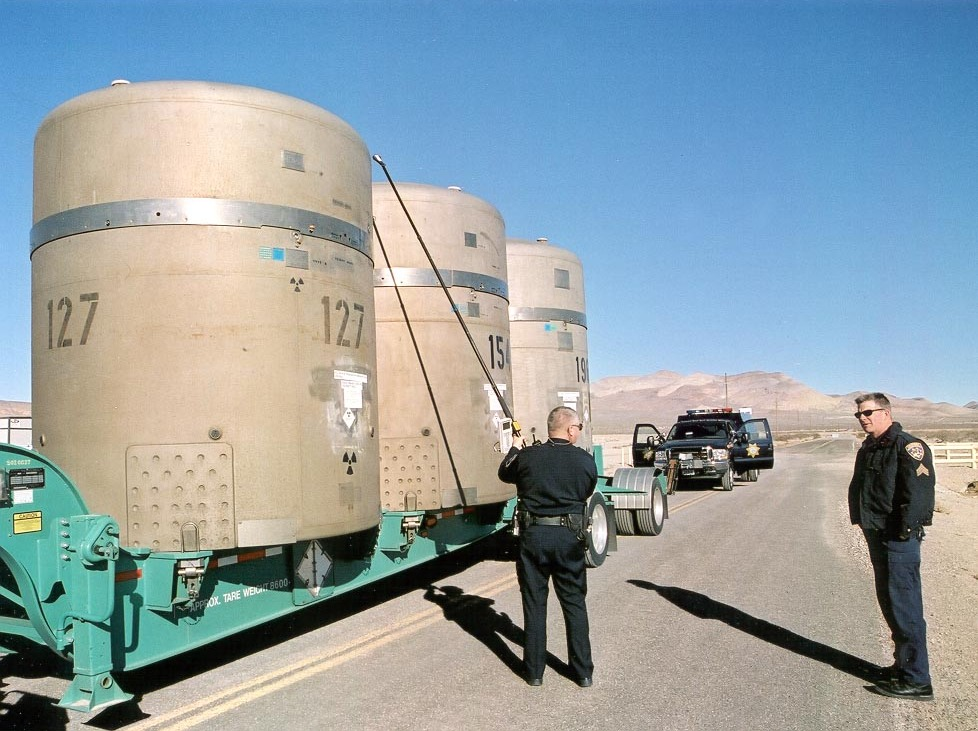
عملية نقل المخلفات النووية

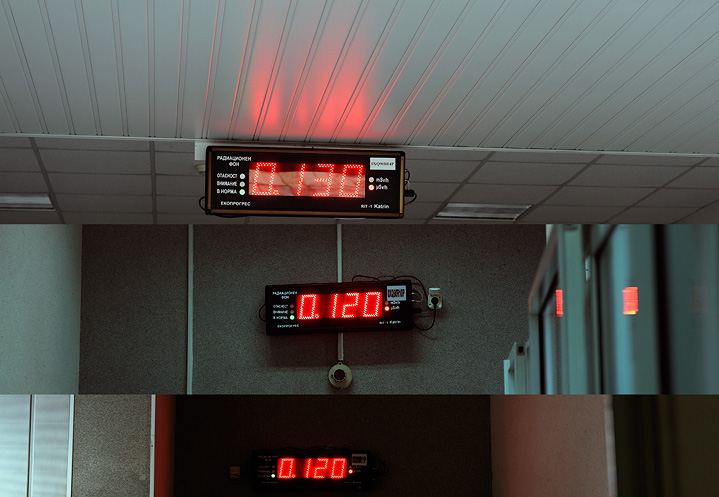
مبين مستوى الخلفية الإشعاعية شائعة في محطات الطاقة النووية وغيرها من المرافق تحت خطر التلوث النووي.

مخلفات إشعاعية هي مصطلح يطلق على كل مخلفات تحتوي على مواد إشعاعية، وغالباً ما تنتج عن عمليات الإنتاج النووية كالانشطار النووي، ولكن هنالك الكثير من الصناعات التي تنتج مخلافات إشعاعية ولا تتم فيها تفاعلات نووية، غالبية المخلفات النووية لا تحتوي على تراكيز عالية من النظير المشع ولكنها تبقى مصدر خطر وتلوث إشعاعي على الجسم البشري.
ما زال التخلص من المخلفات الإشعاعية قضية شائكة تواجه الصناعات النووية، وكان هنالك قناعة سابقة بأن هذه القضية قد تم حلها، إلا أن تقريراً صادراً عن الوكالة الدولية للطاقة الذرية عام 2007 أظهر أن التخلص عبر الدفن العميق لا يستطيع منع المخلفات الإشعاعية من الوصول إلى التربة ومصادر المياه وتهديد وجود الكائنات الحية على سطح هذا الكوكب.
في الولايات المتحدة على سبيل المثال: تظهر الأرقام الصادرة عن دائرة الطاقة وجود ملايين الغالونات من المخلفات الإشعاعية وآلاف الأطنان من الوقود النووي الناضب (المستهلك) بالإضافة لكمايت هائلة من التربة والماء الملوث إشعاعياً وأن تنظيف هذه المخلفات الموجودة حالياً سوف يستغرق حتى عام 2025 م.

### ماهي المخلفات الإشعاعية
عادة ما تحتوي النفايات أو المخلفات الإشعاعية على عدة نظائر مشعة: ولهذه النظائر المشعة بنية غير مستقرة ونشاط إشعاعي ناتج عن تفكك نويات الذرات غير المستقرة وخلق إشعاع مؤين يسبب تأيين الوسط الذي تمر فيه وبالتالي يشكل خطراً على الحياة.

### المخلفات الإشعاعية فيزيائياً
إن الطاقة الإشعاعية الموجودة في المخلفات الإشعاعية تضمحل مع الزمن، ولكل نظير مشع نصف عمر (الزمن اللازم للنظير المشع ليفقد نصف طاقته الإشعاعية)، بعض النظائر المشعة مثل البلوتونيوم 239 الموجود في الوقود النووي الناضب يبقى خطراً على الحياة لمئات الآلاف من السنين نتيجة أن عمر النصف فيه طويل جداً (24110 سنة)  بينما يكون عمر النصف لبعض المواد مثل اليود المشع 131 حيث يكون قصيراً (8أيام).
كلما زادت سرعة تفكك النظير المشع كلما زاد نشاطه الإشعاعي، الطاقة المنبثقة ونوع الإشعاع المؤين هما عاملان مهمان في تحديد مدى خطورة المادة، والخصائص الكيميائية للمادة تحدد مدى سهولة وقابلية تسربها وانتشارها.

### النشاط الإشعاعي
تستعمل العديد من النظائر المشعة في علاج أمراض مختلفة وهذا القسم معنى بدراسة مدى تأثير المخلفات الإشعاعية على الجسم البشري، يمكن للمخلفات الإشعاعية أن تلحق أضراراً بالغة في جسم الإنسان قد تصل إلى التسبب بالوفاة، وُجد أن معالجة حيوانات بالغة بالإشعاعات أو بالعناصر المسببة للطفرات الجينية (تأثير يمكن تحصيله عند التعرض للمخلفات الإشعاعية) والأدوية المضادة للسرطان؛ يمكن التعرض لهذه العوامل أن يسبب السرطان في هذه الكائنات، إن تحديد النشاط الإشعاعي وحركيات الدواء لأي مادة مشعة يساعد في حساب مدى خطورة التعرض لهذه المادة المشعة.

## الآثار الصحية

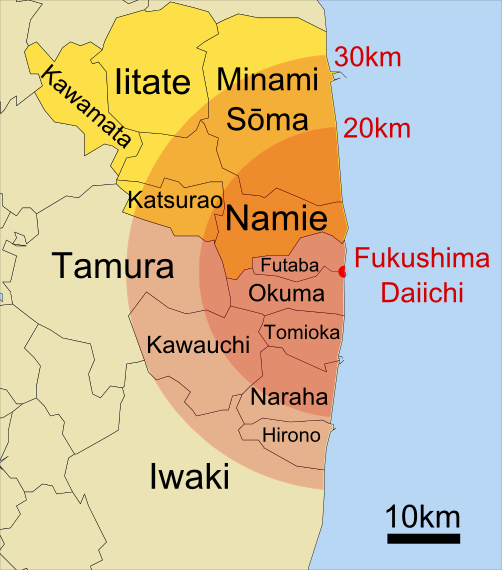
القرى والمدن حول كارثة فوكوشيما داييتشي النووية. أوامر الإجلاء والإيواء للمناطق التي تبعد 20 كم و30 كم.

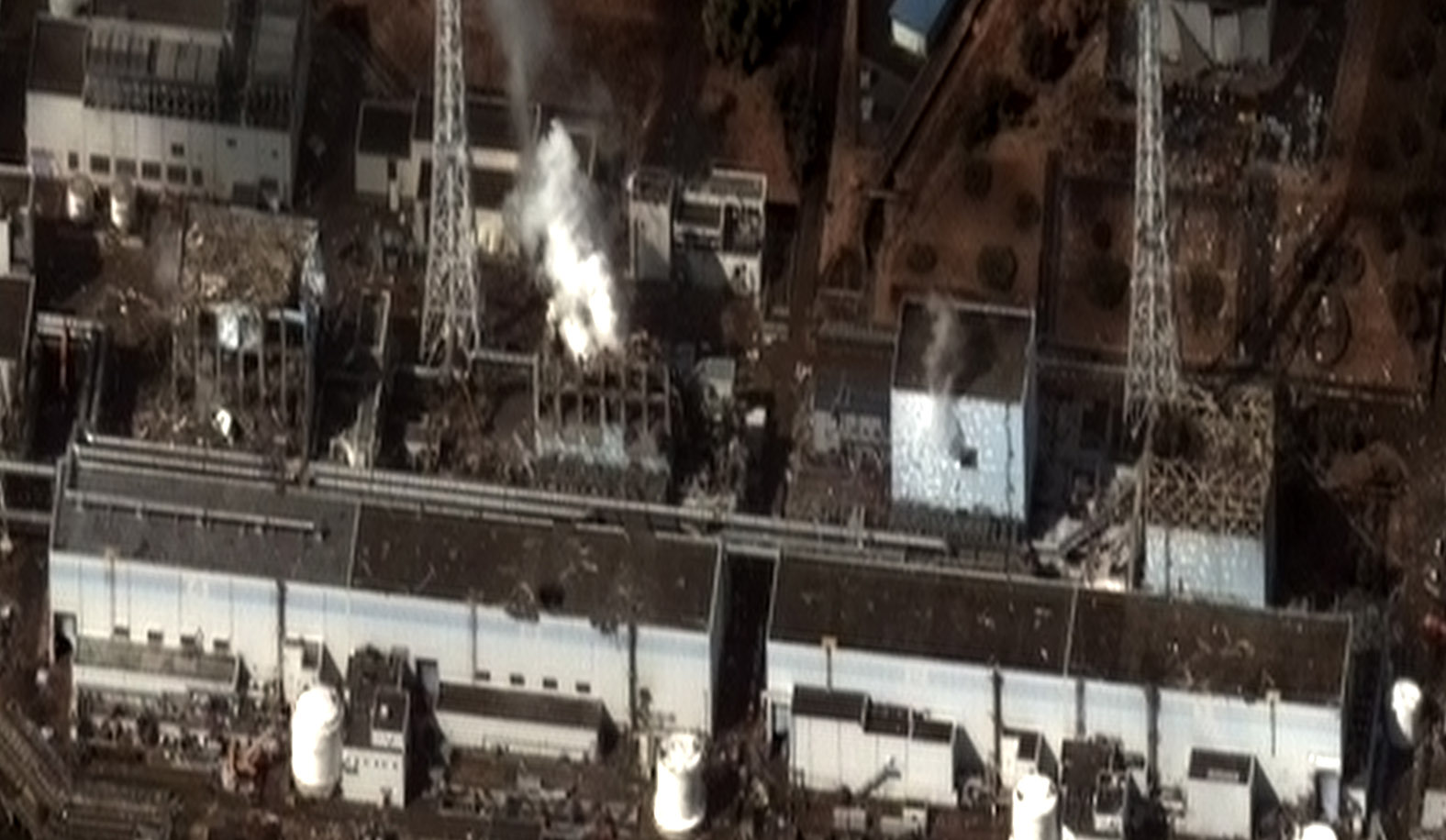
تسبب حادث فوكوشيما في عام 2011 في أن أغلقت الحكومة 54 مفاعل نووي لإنتاج الكهرباء.وحتى عام 2013 بقي محيط مفعلات فوكوشيما لازال شديد الإشعاع، وأخلي 160.000 من السكان وأصبحوا يسكنون في مساكن أخرى مؤقتة. سوف تستغرق عمليات التنظيف أكثر من 40 سنة، وتقدر الخسائر المادية بعشرات المليارات دولار أمريكي.

## معايير السلامة الأكثر صرامة

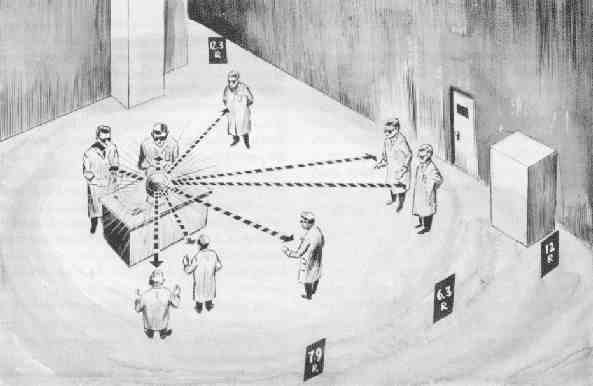
رسم توضيحي من قبل الأطباء لأجل تقدير كمية الإشعاع التي تعرض لها المتواجدون في الغرفة أثناء حادثة لويس سلوتين